# Abstracte algebra
De abstracte algebra is het deelgebied van de wiskunde, waar men algebraïsche structuren, zoals groepen, ringen en lichamen of velden, modulen, vectorruimten en algebra's bestudeert. De term "abstracte algebra" werd in het begin van de twintigste eeuw ingevoerd om dit studieterrein te onderscheiden van de "algebra" of "middelbare-schoolalgebra", waar het meer gaat om het toepassen van de correcte regels om formules en algebraïsche uitdrukkingen in reële getallen, complexe getallen en onbekenden te manipuleren. Dit onderscheid wordt tegenwoordig zelden meer gemaakt.
De hedendaagse wiskunde en wiskundige natuurkunde maken intensief gebruik van de abstracte algebra, de theoretische natuurkunde maakt bijvoorbeeld gebruik van lie-algebra's. Vakgebieden zoals de algebraïsche getaltheorie, algebraïsche topologie en de algebraïsche meetkunde passen algebraïsche methoden toe op andere gebieden van de wiskunde. Representatietheorie haalt ruwweg gesproken het 'abstracte' uit de 'abstracte algebra' en bestudeert de concrete kant van een gegeven algebraïsche structuur; zie modeltheorie.
Twee wiskundige vakgebieden die de eigenschappen van algebraïsche structuren als een geheel bestuderen zijn de universele algebra en de categorietheorie. Algebraïsche structuren vormen samen met de bijbehorende homomorfismen categorieën. De categorietheorie is een krachtige formalisme om de verschillende algebraïsche structuren te bestuderen en vergelijken.

## Geschiedenis
Net als in andere delen van de wiskunde, hebben concrete problemen en voorbeelden een belangrijke rol gespeeld in de ontwikkeling van de algebra. Aan het einde van de negentiende eeuw hielden veel, misschien wel de meeste van deze problemen, op een of andere manier verband met de theorie van de algebraïsche vergelijkingen. Enkele belangrijke vermeldenswaardige thema's:
- Het oplossen van stelsels van lineaire vergelijkingen; dit heeft geleid tot matrices, determinanten en de lineaire algebra.
- Pogingen om formules voor het oplossen van het algemene polynoom-vergelijkingen van hogere graden te vinden; dit heeft geresulteerd in de ontwikkeling en ontdekking van groepen als abstracte uitingen van symmetrie;
- Rekenkundig onderzoekingen van kwadratische- en hogere orde vormen en van diofantische vergelijkingen, in het bijzonder in het bewijs van de laatste stelling van Fermat; dit onderzoek leidde direct tot de introductie van de begrippen van ringen idealen.

Tal van leerboeken in de abstracte algebra beginnen met axiomatische definities van de diverse algebraïsche structuren om de eigenschappen daarvan vast te stellen, waardoor gemakkelijk de verkeerde indruk wordt gegeven dat in de algebra axioma's op de eerste plaats komen en vervolgens als een motivatie en als een basis voor verdere studie dienen. De werkelijke volgorde van de historische ontwikkeling liep bijna altijd precies in tegenovergestelde volgorde. De meeste theorieën die wij nu erkennen als delen van de algebra, zijn begonnen als collecties van uiteenlopende feiten uit verschillende takken van de wiskunde. Op een zeker moment wordt in deze collecties een gezamenlijke thema gevonden, die vervolgens als een kern dient, waaromheen de resultaten worden gegroepeerd, waarna deze resultaten ten slotte worden verenigd op basis van een gemeenschappelijke verzameling van concepten. Een archetypisch voorbeeld van zo'n progressieve synthese kan men terugvinden in de groepentheorie.

### Vroege groepentheorie
Er waren verschillende draadjes in de vroege ontwikkeling van de groepentheorie, die in moderne wiskundige terminologie losjes gesproken overeenkomen met de getaltheorie, de theorie van de vergelijkingen en de meetkunde. In het hieronderstaande concentreren wij ons op de eerste twee.
Leonhard Euler beschouwde algebraïsche operaties op getallen modulo een geheel getal, het zogenaamde modulair rekenen. Bij dit onderzoek slaagde Euler er in zijn generalisaties van de Kleine stelling van Fermat te bewijzen. Deze onderzoekingen werden veel verder gevoerd door Carl Friedrich Gauss, die de structuur van vermenigvuldigingsgroepen van resten mod n onderzocht en daarbij vele eigenschappen van cyclische- en meer in het algemeen abelse groepen vond. In zijn onderzoek naar de samenstelling van binaire kwadratische vormen, stelde Gauss expliciet de associatieve wet voor de samenstelling van vormen, maar net als Euler voor hem, lijkt hij meer geïnteresseerd te zijn geweest in concrete resultaten dan in algemene theorie. In 1870 gaf Leopold Kronecker een definitie van een abelse groep in het kader van de ideale klassegroepen van een getallenlichaam, een verregaande veralgemening van het werk van Gauss. Het lijkt erop dat hij zijn werk los zag van eerder werk over groepen, in het bijzonder, permutatiegroepen. Toen Heinrich Weber in 1882 dezelfde kwestie beschouwde, realiseerde hij zich het verband en gaf hij een soortgelijke definitie, waar de annulerings-eigenschap in voorkwam, maar waarin het bestaan van een invers element nog werd weggelaten. Deze definitie was overigens voldoende in Webers context van eindige groepen.
Permutaties werden door Joseph Lagrange bestudeerd in zijn artikel uit 1770, Réflexions sur la résolution algébrique des équations (Beschouwingen over de oplossing van algebraïsche vergelijkingen), dat was gewijd aan het oplossen van algebraïsche vergelijkingen. In dit artikel introduceerde Lagrange zijn oplosmethode van Lagrange. Het was Lagranges doel te begrijpen waarom vergelijkingen van de derde en vierde graad door middel van een algemene formule oplosbaar zijn. Hij identificeerde de permutaties van de wortels als sleutelobjecten. Een belangrijke nieuwe stap die Lagrange in dit artikel zette was een abstracte weergave van de wortels, dat wil zeggen als symbolen en niet als getallen. Samenstellingen van permutaties vielen echter buiten zijn blikveld. Bij toeval verscheen ook de eerste editie van Edward Warings Meditationes Algebraicae in hetzelfde jaar 1770 (een uitgebreidere versie van dit werk werd in 1782 gepubliceerd). Waring bewees de hoofdstelling van de symmetrische functies, en beschouwde speciaal de relatie tussen de wortels van een vierdegraads vergelijkingen en haar kubieke oplosmethode. In zijn artikel Mémoire sur la résolution des équations (Memomorie over de oplossing van vergelijkingen) ontwikkelde Alexander Vandermonde (1771) de theorie van de symmetrische functies vanuit een enigszins andere invalshoek, maar net als Lagrange, met het doel de oplosbaarheid van algebraïsche vergelijkingen beter te begrijpen.
Paolo Ruffini was de eerste die de theorie van de permutatiegroepen ontwikkelde, net als zijn voorgangers, ook nu weer in de context van het oplossen van algebraïsche vergelijkingen. Zijn doel was het vaststellen van de onmogelijkheid van een algebraïsche oplossing voor een algemene algebraïsche vergelijking van graad vier of hoger. Op weg naar dit doel introduceerde hij de notie van de orde van een element van een groep, conjugatie, de cyclus ontleding van elementen van permutatiegroepen en de begrippen van primitieve en imprimitieve. Teven bewees hij een aantal belangrijke stellingen met betrekking tot deze concepten, zoals
als {\displaystyle G} een deelgroep is van {\displaystyle S_{5}}, waarvan de orde deelbaar is door 5, dan bevat {\displaystyle G} een element van orde 5. Merk echter op dat hij hier in slaagde zonder het concept van een groep, of zelfs maar een permutatiegroep te formaliseren.
De volgende stap werd in 1832 door Évariste Galois gezet (zijn werk bleef overigens tot 1846 zijn werk onuitgegeven), toen hij voor de eerste keer dat wat we nu de sluitingseigenschap van een permutatiegroep noemen, beschouwde, hij die als volgt uitdrukte:
... indien men in een dergelijke groep over de substituties {\displaystyle S} en {\displaystyle T} beschikt, dan beschikt men ook over de substitutie ST.
De theorie van permutatiegroepen onderging een verdere, ingrijpende ontwikkeling in handen van Augustin Cauchy en Camille Jordan, zowel door de invoering van nieuwe concepten maar leverde vooral een grote rijkdom aan resultaten over speciale klassen van permutatiegroepen en zelfs enkele algemene stellingen op. Naast andere dingen definieerde Jordan het begrip isomorfisme, nog steeds in de context van permutatiegroepen. Jordan was ook de persoon die de term groep in brede kring bekend maakte.
De abstracte notie van een groep verscheen voor het eerst in 1854 in de artikelen van Arthur Cayley. Cayley realiseerde zich dat een groep geen permutatiegroep (of zelfs maar eindig) hoeft te zijn. Een groep kan in plaats daarvan uit matrices bestaan. In de volgende jaren deed Cayley een systematisch onderzoek naar de algebraïsche eigenschappen, zoals vermenigvuldiging en inversen, van matrices. Veel later zou Cayley zich opnieuw de vraag stellen of abstracte groepen meer algemeen waren dan permutatie groepen, en als antwoord vaststellen dat elke groep in feite isomorf is met een permutatiegroep.

### Moderne algebra
Het einde van de 19e en het begin van de 20e eeuw zagen een belangrijke verschuiving in de methodologie van de wiskunde. Niet langer tevreden met het vaststellen van eigenschappen van concrete objecten, verlegden een aantal wiskundigen hun aandacht naar de algemene theorie. Resultaten over verschillende groepen van permutaties werden nu bijvoorbeeld gezien als instanties van algemene stellingen, die betrekking hebben op een algemene notie van een abstracte groep. Vragen over de structuur en de indeling van de verschillende wiskundige objecten kwamen in de belangstelling. Dit soort processen deden zich in de gehele wiskunde voor, maar waren vooral prominent in de algebra. Formele definities op basis van primitieve operaties en axioma's werden voorgesteld voor vele basis algebraïsche structuren, zoals groepen, ringen en lichamen/velden. De algebraïsche onderzoeken van algemene lichamen door Ernst Steinitz en van eerst commutatieve en vervolgens algemene ringen door David Hilbert, Emil Artin en Emmy Noether, die voortbouwden op het werk van Ernst Kummer, Leopold Kronecker en Richard Dedekind, welke laatste idealen in commutatieve ringen had beschouwd, en van Georg Frobenius en Issai Schur met betrekking tot de representatietheorie van groepen, hebben de abstracte algebra als het ware gedefinieerd. Deze ontwikkelingen uit het laatste kwart van de 19e eeuw en het eerste kwart van de 20e eeuw werden systematisch uiteengezet in Bartel van der Waerdens' Moderne algebra, een tweebandige monografie die werd gepubliceerd in 1930-1931. Dit werk veranderde de betekenis die de wiskundige wereld aan het woord algebra toekende van een theorie van de vergelijkingen in een theorie van algebraïsche structuren

## Een voorbeeld
Abstracte algebra vergemakkelijkt de studie van eigenschappen en patronen die schijnbaar ongelijksoortige wiskundige concepten met elkaar gemeen hebben. Neem bijvoorbeeld de twee operaties functie-compositie, {\displaystyle (f\circ g)(x)=f(g(x))}, en matrixvermenigvuldiging, {\displaystyle AB}. Deze twee operaties hebben in feite dezelfde structuur, zijn in wezen hetzelfde. Er geldt: {\displaystyle (AB)x=A(Bx)}. Functies onder samenstelling en matrices onder vermenigvuldiging zijn voorbeelden van monoïden. Een verzameling {\displaystyle S} en een binaire operatie over {\displaystyle S}, aangeduid door concatenatie, vormen een monoïde als de operatie associatief is, {\displaystyle (ab)c=a(bc)}, en als er een neutraal element {\displaystyle e\in S} bestaat, dus waarvoor {\displaystyle ae=ea=a}.

## Voorbeelden van algebraïsche structuren uit de abstracte algebra
Voorbeelden van algebraïsche structuren met één enkele binaire operatie zijn:
- magma's,
- quasigroepen,
- monoïden, halfgroepen en groepen.

Ingewikkeldere voorbeelden zijn:
- ringen] en lichamen/velden,
- modulen en vectorruimten,
- associatieve algebra's en lie-algebra'sm
- tralies.

In de universele algebra worden alle definities en feiten verzameld die op alle algebraïsche structuren van toepassing zijn. Alle bovengenoemde voorbeelden, gecombineerd met de begrippen gelijkvormigheid, vormcategorieën en categorietheorie, verstrekken vaak een formalisme voor het vergelijken van verschillende algebraïsche structuren.